# Wulfila pulverulentus
Wulfila pulverulentus là một loài nhện trong họ Anyphaenidae.
Loài này thuộc chi Wulfila. Wulfila pulverulentus được Arthur Merton Chickering miêu tả năm 1937.